# Ненсі Вейк
Ненсі Грейс Августа Вейк (англ. Nancy Grace Augusta Wake; 30 серпня 1912, Веллінгтон - 7 серпня  2011, Лондон), відома також на своїм прізвиськом «біла миша» (англ. white mouse), — британський агент у Французькому опорі, що діяла в другій половині Другої світової війни. Вейк була однією з провідних постатей серед макі, найбільшому з французьких рухів збройного Опіру.

## Біографія
Ненсі Вейк народилася в 1912 році в місті Веллінгтон (Нова Зеландія). Була молодшою дитиною з шести дітей. У 1914 році, коли їй було два роки, її родина переїхала жити в Сідней (Австралія). Незабаром її батько, Карлос Вейк, залишив родину і повернувся до Нової Зеландії, залишивши її матір, Еллу Вейк (1874-1968), з шістьма дітьми на руках. Ненсі відвідувала середню школу Північного Сіднея для дівчат, але втекла з дому у віці 16 років і працювала медсестрою. Потім, скориставшись спадщиною у 200 фунтів стерлінгів від своєї тітки, вона вирушила до Нью-Йорка і потім до Лондона, де працювала журналісткою, самостійно навчившись. У 1930-ті роки працювала в Парижі. Пізніше працювала репортером мережі європейських газет Hearst Corporation, що належала Вільяму Рендольфу Герсту. Вона була свідком початку правління Гітлера, зростання націонал-соціалістичного руху та насильства щодо євреїв, циган, негрів та протестувальників на вулицях Парижа та Відня.
У 1937 році вона познайомилася з багатим французьким промисловцем Анрі Едмондом Фокко (1898-1943), з яким одружилася 30 листопада 1939 року і жила з ним в Марселі до того моменту коли німецька армія вторглася в місто. Після падіння Франції в 1940 році Вейк розпочала діяльність як сполучної ланки у французькому Опорі, пізніше приєднавшись до підпільної мережі капітана Ян Гарроу. Через її здібності уникати затримання, гестапо дало їй кодове ім'я «Біла миша»; Опір був дуже обережним у питаннях, пов'язаних із її завданнями, її життя перебувало у постійній небезпеці. У 1943 році вона була найвідомішою гестапо людиною, за її голову була призначена ціна в 5 мільйонів франків.
Після розкриття мережі в грудні 1943 року, Вейк залишила Марсель і розлучилася зі своїм чоловіком. Після війни вона дізналася про його смерть: 16 жовтня 1943 року, після відмови розкрити її місцезнаходження, він був підданий тортурам і страчений гестапівцями. Вейк потрапила в полон в Тулузі, але звільнена через чотири дні. Після шести спроб їй вдалося потрапити через Піренеї до Іспанії. З Іспанії вона переїхала до Англії й приєдналася до Управління спеціальних операцій і в ніч з 29 на 30 квітня 1944 повернулася до Франції, в Оверні (приземлившись на парашуті з літака), і розпочала діяльність як сполучна ланка між місцевими групами збройного опору і Лондоном. У її обов'язки входив розподіл озброєння, що скидається партизанам і контроль над фінансами загону. Також вона брала участь у бойових операціях групи, атаках на німецькі гарнізони та місцеві відділення гестапо в Монлюсоні.
Вейк брала значну участь у вербуванні нових членів руху Опору. Товариші зі зброї цінували бойовий дух Ненсі, яка зарекомендувала себе як відмінний солдат: одного разу вона вбила німецького вартового, що стояв на варті, голими руками, перебивши йому гортань за допомогою спеціального прийому, щоб він не встиг підняти тривогу під час нападу маки на гарнізон німецьких військ. Також відомий випадок, коли одна з дівчат загону була викрита як німецька шпигунка; її було вирішено застрелити, але ні в кого не вистачало на це мужності - тоді Ненсі взяла пістолет і зробила це самостійно без будь-яких емоцій.
Після війни вона була нагороджена медаллю Георга, американською медаллю Свободи, медаль Опору і тричі - французьким Воєнним хрестом, а згодом - ще безліччю нагород різних держав. Після війни вона працювала у департаменті розвідки британського міністерства авіації при посольствах у Парижі та Празі.
В 1949 році повернулася до Австралії й спробувала зробити там політичну кар'єру, але без успіху, і в 1951 році повернулася в Англію, працювала на посаді офіцера розвідки при штабі ВПС. У 1957 році одружилася з офіцером ВПС Джоном Форвардом і вийшла у відставку. На початку 1960-х років пара переїхала до Австралії, де Вейк знову намагалася зайнятися політикою і знову безрезультатно.
У 1985 році опублікувала автобіографію «Біла миша», що стала бестселером. Її чоловік помер після 40 років спільного життя в 1997 році. Дітей у шлюбі не було. У 2001 році залишила Австралію востаннє і повернулася до Англії, проживала в готелі. Померла 7 серпня 2011 року у віці 98 років у лікарні Кінгстона після госпіталізації з інфекцією грудної клітки. Вона попрохала, щоб її порох був розвіяний у Монлюсоні у центральній Франції. Її прах був розвіяний біля села Верне, яке знаходиться недалеко від Монлюсона, 11 березня 2013 .